# 平井睦雄
平井 睦雄（ひらい むつお、1949年4月7日 - ）は、日本の実業家。進学会創業者、現同社代表取締役会長。株式会社コンサドーレ社外取締役（非常勤）北海道出身。

## 来歴・人物
北海道札幌東高等学校卒業後、1972年小樽商科大学卒業。学習塾北大学力増進会を創業。当時の講師は小樽商大生の平井と北大生3人の4人、生徒数は20人だった。1976年、北大学力増進会を母体に、株式会社北大学力増進会を設立。北海道全域に渡って展開を拡げ、1983年からは本州各地域へ進出。2005年に、東証一部上場を果たし、今や全国に基盤を置く学習塾界を代表する企業となるまでに成長させた。

2009年、長く務めてきた同社社長を長男の平井崇浩に譲り、代表取締役会長に就任した。

## 略歴
- 1972年4月　北大学力増進会創業
- 1976年6月　株式会社北大学力増進会（現進学会）設立。代表取締役社長就任。
- 1984年6月　株式会社ノースパレス代表取締役社長就任
- 1986年2月　株式会社ホクシンエンタープライズ代表取締役社長就任
- 2009年4月　株式会社進学会代表取締役会長就任